# 極限競速系列
極限競速系列是由微软遊戲工作室（現Xbox遊戲工作室）打造的真实赛车类游戏系列。系列主要由微软旗下的美國電子遊戲開發商Turn 10工作室以及英國電子遊戲開發商遊樂場遊戲工作室負責制作。可在微軟旗下的Xbox、Xbox 360、Xbox One遊戲主機執行，目前由Chris Bishop製作。
Forza系列收錄多款车型，包括福特、雪佛蘭、法拉利、藍寶堅尼等。除主流汽车品牌外，还收录其他小众品牌车型如科尼賽克、迈凯伦等。
而Forza 4在2014年獲獨家授權，保時捷終於現身在其他電玩遊戲，並在2014年的Forza Horizon 2中再度出現，並成為除了極速快感系列以外第一個爭取到保時捷的遊戲。之後Forza Motorsport 6也有出現。
2025年7月，微軟決定不再開發《极限竞速》系列遊戲，但是极限竞速 地平线系列會繼續開發。

## 系列一覽
極限競速（Forza Motorsport）
2005年推出第1代(Xbox)。
極限競速2（FORZA Motorsport2）
2007年推出第2代(Xbox 360)，並以日產的NISSAN 350z當作封面車款。
極限競速3（FORZA Motorsport3）
2009年推出第3代(Xbox 360)，與奧迪合作並以R8當作封面車款。
極限競速4（FORZA Motorsport4）
2011年推出第4代(Xbox 360),與法拉利合作並以458 Italia當作封面車款。
推出forzavista觀賞功能吸引大量玩家。
極限競速 地平線（FORZA Horizon）
2012年推出第1代外傳(Xbox 360)，並以道奇的SRT Viper當作封面車款。
由於當時以開放式遊戲地圖轟動一時，跳脫往常職業賽在賽道上競速，這代外傳可以在鄉間小路競速，並以音樂祭當主題。
極限競速5（FORZA Motorsport5）
2013年推出第5代(Xbox One)，與麥拉倫車隊合作並以當時概念車款P1當作封面車款。
極限競速 地平線2（FORZA Horizon2）
2014年推出第2代外傳(Xbox One)，並以林寶堅尼的兰博基尼 Huracán當作封面車款。
最佳的Forza繪圖引擎以天氣、光源與視覺效果呈現日夜的交替，更令人吃驚的是horizon 2更為開放，探索廣闊、栩栩如生的開放世界，飛馳在鄉村泥地上，穿越田野與森林，並在刺激的高速冒險中找出捷徑，大膽展現駕駛技巧與風格，爭取獎勵。收錄超過 200 輛名車，從終極越野車到超跑、大馬力車等等。
極限競速6（FORZA Motorsport6）
2015年9月推出第6代(Xbox One)，與福特合作並以當時概念車款Ford GT當作封面車款。
遊戲畫面更為精緻逼真，並且添加了晚上與下雨天的模式，雨天中的擬真效果更為真實，不僅是水花，還會導致減速、打滑等。這代收入了450台以上的車款，並且每台車都可以使用Forza的獨家功能forzavista觀賞車輛，都有詳細語音介紹。
極限競速 地平線3（FORZA Horizon 3）
2016年推出第3代外傳(Xbox One)，與藍寶堅尼合作並以Centenario紀念車當作封面車款。這次地圖帶到澳洲，不僅有沙灘、森林、沙漠還有都市，搭配節慶般的氣氛以及自由的開放性道路。提供了一個讓人難以自拔、隨處可玩、開放性道路的競速體驗。您將成為 Horizon 嘉年華的主辦人，提升人氣升級嘉年華，自訂一切比賽、雇用與解雇您的好友，並駕駛超過 350 種世界頂級的車款探索澳洲，也是首次將forzavista功能帶入horizon系列作品，每台車都非常精緻。遊戲中還新增了不同功能，更多的車體改裝、喇叭音效、車牌字樣等，還有自訂音樂電台。最主要的是新增跨平台多人連線，讓Xbox One和Windows玩家可以一起競速冒險。本作也首次新增暴風雪地圖Blizzard Mountain，可藉由地圖擴增購買。
極限競速7（FORZA Motorsport7）
於2017年10月3日推出，第7代的主系列遊戲，Xbox One上的主系列最新作，伴隨Xbox One X的推薦遊戲。
極限競速 地平線4（FORZA Horizon 4）
於2018年10月2日Xbox One 主機和Windows 10 電腦平台上推出的第4代旁支外傳系列遊戲，以麥拉倫汽車 （页面存档备份，存于）的McLaren Senna作為封面車款，背景位於英國，並於2019年追加樂高合作的新作DLC遊戲。
於2020年11月10日Xbox Series X/S 主機上推出。
於2021年3月10日Steam 電腦平台上推出，也是該系列第一次登上非微軟自家平台的作品。
極限競速街頭（FORZA Street）
於2019年4月15日推出，Forza Street極限競速街頭可在Windows 10上免費遊玩。 
於2022年1月10日實施最後更新後關閉遊戲內付費項目，並於4月11日結束營運。
極限競速 地平線5（FORZA Horizon 5）
於2021年11月9日 Xbox Series X/S 和 Xbox One 主機，以及 Windows 10 和 Steam 電腦平台上推出的第5代外傳，背景位於墨西哥，以梅賽德斯-AMG的AMG ONE作為封面車款。
2025年1月31日，该游戏宣布《极限竞速：地平线5》将于 2025 年春季登陆 PlayStation 5 平台, 这是《极限竞速》系列史上首个主要游戏推出在微软以外的主机平台。普通版于 2025 年 4 月 29 日上线，预购高级版用户可于 4 月 25 日抢先体验游戏。
極限競速 (Forza Motorsport)
　於2023年10月10日發售於Xbox Series X/S 及 Microsoft Windows 上發售的最新一代，與第一代同名。

## 玩法

### Forzavista
Forzavista是極限競速系列獨家的功能,你可以從觀賞模式中將車輛的各細部看個清楚,而且還有文字敘述與語音解說。不僅僅是外觀,還可以開車門,或開引擎蓋,甚至進入駕駛座內仔細觀賞車內配備,中控台或方向盤等等都可以仔細觀賞,還可以拍照留念
第一代觀賞功能是在Forza 4中出現,當時名稱為Autovista,可觀賞的車輛有限,但因此有了很多有趣車款可以觀賞,例如額外的最後一戰中M12疣豬號戰車和1931年的賓利8 litre,此外全部共收錄大約25台autovista的車輛
至從forza 5開始名稱改為forzavista,直到forza horizon 3已達到每台車都可以觀賞的地步,在forza 5則開始可以套用車輛裝選項

## 外部連結
- 極限競速官方網站 （页面存档备份，存于）
- 台灣XBOX極限競速地平線2網站 （页面存档备份，存于）